# Największy kochanek świata
Największy kochanek świata – amerykańska komedia z 1977 roku.

## Główne role
- Gene Wilder - Rudy Valentine/Rudy Hickman
- Carol Kane - Annie Hickman
- Dom DeLuise - Adolph Zitz
- Fritz Feld - Tomaso Abalone, kierownik hotelu
- Mark Silberman - kuzyn Buddy
- Matt Collins - Rudolph Valentino
- Ronny Graham - reżyser
- Danny DeVito - asystent reżysera

## Fabuła
Rudy Hickman wraz z żoną Annie przyjeżdża do Hollywood, gdzie Rudy na nadzieję na rozpoczęcie kariery aktorskiej. Niestety, mężczyźnie nie udaje się. Jakby było tego mało, żona odchodzi od niego i oznajmia, że jej jedyną miłością jest Rudolph Valentino. Początkowo mężczyzna jest załamany, ale zwraca uwagę producentów filmowych i jako Rudy Valentino zaczyna występować w filmach grając amantów.